# Searsia laevigata
Searsia laevigata är en sumakväxtart som först beskrevs av Carl von Linné, och fick sitt nu gällande namn av Fred Alexander Barkley. Searsia laevigata ingår i släktet Searsia och familjen sumakväxter. Inga underarter finns listade i Catalogue of Life.